# Torneos ATP en 1991
Aquí se reflejan todos los torneos de la ATP disputados durante la temporada tenística de 1991. Aparecen ordenados según su categoría, y en orden de disputa, figurando a su vez el tenista ganador del torneo y el progreso de los jugadores en cada torneo a partir de los cuartos de final. Además se indica para cada torneo el importe económico para premios, la superficie en la que se juega y el número de tenistas participantes.

## Calendario

### Claves
| Grand Slam                          |
| ATP Tour World Championships        |
| ATP Championship Series, una semana |
| ATP Championship Series             |
| Series Mundiales                    |
| Torneos por equipos                 |

### Enero
| Semana                  | Torneo | Campeones | Finalistas                                                                  | Semifinalistas                     | Cuartos de final                                                      |
| ----------------------- | --- | --- | --------------------------------------------------------------------------- | ---------------------------------- | --------------------------------------------------------------------- |
| 31 de diciembre         | Copa Hopman Perth, Australia Campeonato Mixto por equipos ITF Dura – 8 equipos | Yugoslavia 3–0 | Estados Unidos                                                              | Suiza · Francia                    | Checoslovaquia · Australia · Unión Soviética · España                 |
| 31 de diciembre         | Campeonato Australiano Masculino de Pista Dura Adelaida, Australia Series Mundiales 150 000$ Dura | Nicklas Kulti 6–3, 1–6, 6–2 | Michael Stich                                                               | Magnus Larsson Jim Courier         | Patrik Kühnen Fabrice Santoro Jimmy Arias Martin Sinner               |
| 31 de diciembre         | Campeonato Australiano Masculino de Pista Dura Adelaida, Australia Series Mundiales 150 000$ Dura | Wayne Ferreira Stefan Kruger 6–4, 4–6, 6–4                                                                                      | Paul Haarhuis Mark Koevermans                                               | Magnus Larsson Jim Courier         | Patrik Kühnen Fabrice Santoro Jimmy Arias Martin Sinner               |
| 31 de diciembre         | BP Nationals Championships Wellington, Nueva Zelanda Serie Mundiales ATP 150 000$ Dura | Richard Fromberg 6–1, 6–4, 6–4                                                                                                  | Lars Jönsson                                                                | Christian Bergström Omar Camporese | Dimitri Poliakov Ramesh Krishnan Thomas Högstedt Andrew Sznajder      |
| 31 de diciembre         | BP Nationals Championships Wellington, Nueva Zelanda Serie Mundiales ATP 150 000$ Dura | Luiz Mattar Nicolás Pereira 4–6, 7–6, 6–2                                                                                       | John Letts Jaime Oncins                                                     | Christian Bergström Omar Camporese | Dimitri Poliakov Ramesh Krishnan Thomas Högstedt Andrew Sznajder      |
| 7 de enero              | Benson and Hedges Open Auckland, Nueva Zelanda Series Mundiales 150 000$ Dura | Karel Nováček 7–6(7–5), 7–6(7–4)                                                                                                | Jean-Philippe Fleurian                                                      | Luiz Mattar Marián Vajda           | Emilio Sánchez Vicario Christian Bergström Lars Jonsson Patrik Kühnen |
| 7 de enero              | Benson and Hedges Open Auckland, Nueva Zelanda Series Mundiales 150 000$ Dura | Sergio Casal Emilio Sánchez Vicario 4–6, 6–3, 6–4                                                                               | Grant Connell Glenn Michibata                                               | Luiz Mattar Marián Vajda           | Emilio Sánchez Vicario Christian Bergström Lars Jonsson Patrik Kühnen |
| 7 de enero              | NSW Open Sídney, Australia Series Mundiales 225,000$ Dura | Guy Forget 6–3, 6–4 | Michael Stich                                                               | Derrick Rostagno Magnus Gustafsson | Martín Jaite Fabrice Santoro Johan Anderson Darren Cahill             |
| 7 de enero              | NSW Open Sídney, Australia Series Mundiales 225,000$ Dura | Scott Davis David Pate 3–6, 6–3, 6–2                                                                                            | Darren Cahill Mark Kratzmann                                                | Derrick Rostagno Magnus Gustafsson | Martín Jaite Fabrice Santoro Johan Anderson Darren Cahill             |
| 14 de enero 27 de enero | Abierto de Australia Melbourne, Australia Grand Slam 2 023 760$ Dura | Boris Becker 1–6, 6–4, 6–4, 6–4                                                                                                 | Ivan Lendl                                                                  | Stefan Edberg Patrick McEnroe      | Jaime Yzaga Goran Prpić Cristiano Caratti Guy Forget                  |
| 14 de enero 27 de enero | Abierto de Australia Melbourne, Australia Grand Slam 2 023 760$ Dura | Scott Davis David Pate 6–7, 7–6, 6–3, 7–5                                                                                       | Patrick McEnroe David Wheaton                                               | Stefan Edberg Patrick McEnroe      | Jaime Yzaga Goran Prpić Cristiano Caratti Guy Forget                  |
| 14 de enero 27 de enero | Abierto de Australia Melbourne, Australia Grand Slam 2 023 760$ Dura | Jo Durie Jeremy Bates 2–6, 6–4, 6–4                                                                                             | Robin White Scott Davis                                                     | Stefan Edberg Patrick McEnroe      | Jaime Yzaga Goran Prpić Cristiano Caratti Guy Forget                  |
| 28 de enero             | Prmera ronda de Copa Davis Mexico City, México – Dura Murcia, España – Tierra batida Christchurch, New Zealand – hierba Dortmund, Alemania – Moqueta Zagreb, Yugoslavia – Tierra batida Praga, Chechoslovaquia – Moqueta Rennes, Francia – Tierra batida Perth, Australia – hierba | Ganadores Estados Unidos 3–2 España 4–1 Argentina 4–1 Alemania 3–2 Yugoslavia 4–1 República Checa 4–1 Francia 5–0 Australia 5–0 | Perdedores México Canadá Nueva Zelanda Italia Suecia Austria Israel Bélgica |                                    |                                                                       |

### Febrero
| Semana        | Torneo                                                                                  | Campeones                                    | Finalistas                     | Semifinalistas                    | Cuartos de final                                                  |
| ------------- | --------------------------------------------------------------------------------------- | -------------------------------------------- | ------------------------------ | --------------------------------- | ----------------------------------------------------------------- |
| 4 de febrero  | Muratti Time Indoor Milán, Italia ATP Championship Series 540 000$ Moqueta              | ' Alexander Volkov 6–1, 7–5                  | Cristiano Caratti              | Carl-Uwe Steeb Jakob Hlasek       | Nicklas Kulti Aaron Krickstein Jan Gunnarsson Pat Cash            |
| 4 de febrero  | Muratti Time Indoor Milán, Italia ATP Championship Series 540 000$ Moqueta              | Omar Camporese Goran Ivanišević' 6–4, 7–6    | Tom Nijssen Cyril Suk          | Carl-Uwe Steeb Jakob Hlasek       | Nicklas Kulti Aaron Krickstein Jan Gunnarsson Pat Cash            |
| 4 de febrero  | Chevrolet Classic Guarujá, Brasil Series Mundiales 125 000$ Tierra batida               | Patrick Baur 6–2, 6–3                        | Fernando Roese                 | Shuzo Matsuoka Martin Wostenholme | Rodolphe Gilbert Diego Pérez Henrik Holm Chris Garner             |
| 4 de febrero  | Chevrolet Classic Guarujá, Brasil Series Mundiales 125 000$ Tierra batida               | Olivier Delaître Rodolphe Gilbert 6–2, 6–4   | Shelby Cannon Greg Van Emburgh | Shuzo Matsuoka Martin Wostenholme | Rodolphe Gilbert Diego Pérez Henrik Holm Chris Garner             |
| 4 de febrero  | Volvo Tennis San Francisco San Francisco, EE. UU. Series Mundiales ATP 225 000$ Moqueta | Darren Cahill 6–2, 3–6, 6–4                  | Brad Gilbert                   | Andre Agassi Wally Masur          | Kevin Curren Dan Goldie John McEnroe David Pate                   |
| 4 de febrero  | Volvo Tennis San Francisco San Francisco, EE. UU. Series Mundiales ATP 225 000$ Moqueta | Wally Masur Jason Stoltenberg 4–6, 7–6, 6–4  | Ronnie Båthman Rikard Bergh    | Andre Agassi Wally Masur          | Kevin Curren Dan Goldie John McEnroe David Pate                   |
| 11 de febrero | Donnay Indoor Championships, Bélgica ATP Championship Series 465 000$ Moqueta           | Guy Forget 6–3, 7–5, 3–6, 7–6(7–5)           | Andrei Cherkasov               | Boris Becker Stefan Edberg        | Michael Chang Andrei Chesnokov Marc Rosset Jakob Hlasek           |
| 11 de febrero | Donnay Indoor Championships, Bélgica ATP Championship Series 465 000$ Moqueta           | Todd Woodbridge Mark Woodforde 6–3, 6–0      | Libor Pimek Michiel Schapers   | Boris Becker Stefan Edberg        | Michael Chang Andrei Chesnokov Marc Rosset Jakob Hlasek           |
| 11 de febrero | Ebel U.S. Pro Indoor Filadelfia, EE. UU. ATP Championship Series 825 000$ Moqueta       | Ivan Lendl 5–7, 6–4, 6–4, 3–6, 6–3           | Pete Sampras                   | Brad Gilbert John McEnroe         | Michael Stich Kevin Curren Aki Rahunen Petr Korda                 |
| 11 de febrero | Ebel U.S. Pro Indoor Filadelfia, EE. UU. ATP Championship Series 825 000$ Moqueta       | Rick Leach Jim Pugh 3–6, 7–6, 6–3            | Udo Riglewski Michael Stich    | Brad Gilbert John McEnroe         | Michael Stich Kevin Curren Aki Rahunen Petr Korda                 |
| 18 de febrero | Eurocard Open Stuttgart, Alemania ATP Championship Series 825 000$ Moqueta              | Stefan Edberg 6–2, 3–6, 7–5, 6–2             | Jonas Svensson                 | Guy Forget Jan Siemerink          | Karel Nováček Goran Ivanišević Andrei Cherkasov Magnus Gustafsson |
| 18 de febrero | Eurocard Open Stuttgart, Alemania ATP Championship Series 825 000$ Moqueta              | Sergio Casal Emilio Sánchez Vicario 6–3, 7–5 | Jeremy Bates Nick Brown        | Guy Forget Jan Siemerink          | Karel Nováček Goran Ivanišević Andrei Cherkasov Magnus Gustafsson |
| 18 de febrero | Volvo Tennis Indoor Memphis, Tennessee, EE. UU. ATP Championship Series 600 000$ Dura   | Ivan Lendl 7–5, 6–3                          | Michael Stich                  | Derrick Rostagno Michael Chang    | Darren Cahill Cristiano Caratti Jeff Tarango Mark Koevermans      |
| 18 de febrero | Volvo Tennis Indoor Memphis, Tennessee, EE. UU. ATP Championship Series 600 000$ Dura   | Udo Riglewski Michael Stich 7–5, 6–3         | John Fitzgerald Laurie Warder  | Derrick Rostagno Michael Chang    | Darren Cahill Cristiano Caratti Jeff Tarango Mark Koevermans      |
| 25 de febrero | ABN World Tennis Tournament Róterdam, Países Bajos Series Mundiales 450 000$ Moqueta    | Omar Camporese 3–6, 7–6(7–4), 7–6(7–4)       | Ivan Lendl                     | Anders Järryd Paul Haarhuis       | Jakob Hlasek Jan Siemerink Christian Bergström Karel Nováček      |
| 25 de febrero | ABN World Tennis Tournament Róterdam, Países Bajos Series Mundiales 450 000$ Moqueta    | Patrick Galbraith Anders Järryd 7–6, 6–2     | Steve DeVries David Macpherson | Anders Järryd Paul Haarhuis       | Jakob Hlasek Jan Siemerink Christian Bergström Karel Nováček      |
| 25 de febrero | Volvo Open Chicago, EE. UU. Series Mundiales 225 000$ Moqueta                           | John McEnroe 3–6, 6–2, 6–4                   | Patrick McEnroe                | MaliVai Washington Grant Connell  | Alexander Mronz Udo Riglewski Jaime Yzaga Richey Reneberg         |
| 25 de febrero | Volvo Open Chicago, EE. UU. Series Mundiales 225 000$ Moqueta                           | Scott Davis David Pate 6–4, 5–7, 7–6         | Grant Connell Glenn Michibata  | MaliVai Washington Grant Connell  | Alexander Mronz Udo Riglewski Jaime Yzaga Richey Reneberg         |

### Marzo
| Semana      | Torneo | Campeones                                                                             | Finalistas                                                             | Semifinalistas                | Cuartos de final                                                      |
| ----------- | --- | ------------------------------------------------------------------------------------- | ---------------------------------------------------------------------- | ----------------------------- | --------------------------------------------------------------------- |
| 4 de marzo  | Newsweek Champions Cup Indian Wells, Estados Unidos ATP Championship Series de una semana 750 000$ Dura                                                 | Jim Courier 4–6, 6–3, 4–6, 6–3, 7–6(7–4)                                              | Guy Forget                                                             | Stefan Edberg Michael Stich   | Michael Chang Scott Davis Richey Reneberg Emilio Sánchez Vicario      |
| 4 de marzo  | Newsweek Champions Cup Indian Wells, Estados Unidos ATP Championship Series de una semana 750 000$ Dura                                                 | Jim Courier Javier Sánchez Vicario 7–6, 6–1                                           | Guy Forget Henri Leconte                                               | Stefan Edberg Michael Stich   | Michael Chang Scott Davis Richey Reneberg Emilio Sánchez Vicario      |
| 4 de marzo  | Torneo de Copenhague Copenhague Series Mundiales ATP 125 000$ Moqueta                                                                                   | Jonas Svensson 6–7(5–7), 6–2, 6–2                                                     | Anders Järryd                                                          | Jakob Hlasek Todd Woodbridge  | Christian Bergström Christian Saceanu Karel Nováček Mark Woodforde    |
| 4 de marzo  | Torneo de Copenhague Copenhague Series Mundiales ATP 125 000$ Moqueta                                                                                   | Todd Woodbridge Mark Woodforde 6–3, 6–1                                               | Mansour Bahrami Andrei Olhovskiy                                       | Jakob Hlasek Todd Woodbridge  | Christian Bergström Christian Saceanu Karel Nováček Mark Woodforde    |
| 11 de marzo | Lipton International Players Championships Cayo Vizcaíno, Estados Unidos ATP Championship Series de una semana 1 200 000$ Dura                          | Jim Courier 4–6, 6–3, 6–4                                                             | David Wheaton                                                          | Stefan Edberg Richey Reneberg | Emilio Sánchez Vicario Cristiano Caratti Derrick Rostagno Marc Rosset |
| 11 de marzo | Lipton International Players Championships Cayo Vizcaíno, Estados Unidos ATP Championship Series de una semana 1 200 000$ Dura                          | Wayne Ferreira Piet Norval 6–0, 7–6                                                   | Ken Flach Robert Seguso                                                | Stefan Edberg Richey Reneberg | Emilio Sánchez Vicario Cristiano Caratti Derrick Rostagno Marc Rosset |
| 25 de marzo | Cuartos de Copa Davis Newport, Rhode Island, EE. UU. – Hierba Berlín, Alemania – Moqueta Praga, Checoslovaquia – Moqueta Nîmes, Francia – Tierra Batida | Ganadores cuartos de final Estados Unidos 4–1 Alemania 5–0 Yugoslavia 4–1 Francia 3–2 | Perdedores cuartos de final España Argentina República Checa Australia |                               |                                                                       |

### Abril
| Semana      | Torneo | Campeones                                      | Finalistas                         | Semifinalistas                       | Cuartos de final                                                 |
| ----------- | --- | ---------------------------------------------- | ---------------------------------- | ------------------------------------ | ---------------------------------------------------------------- |
| 1 de abril  | Abierto de Salem Hong Kong Series Mundiales 234 000$ Dura                                                          | Richard Krajicek 6–2, 3–6, 6–3                 | Wally Masur                        | Gary Muller Alex Antonitsch          | Michael Chang Patrik Kühnen Felix Barrientos Alexander Mronz     |
| 1 de abril  | Abierto de Salem Hong Kong Series Mundiales 234 000$ Dura                                                          | Patrick Galbraith Todd Witsken 6–2, 6–4        | Glenn Michibata Robert Van't Hof   | Gary Muller Alex Antonitsch          | Michael Chang Patrik Kühnen Felix Barrientos Alexander Mronz     |
| 1 de abril  | Torneo de Estoril Oeiras, Portugal Series Mundiales ATP 337 500$ Tierra Batida                                     | Sergi Bruguera 7–6(9–7), 6–1                   | Karel Nováček                      | Marián Vajda Andrei Chesnokov        | Javier Sánchez Vicario Francisco Clavet Horst Skoff Renzo Furlan |
| 1 de abril  | Torneo de Estoril Oeiras, Portugal Series Mundiales ATP 337 500$ Tierra Batida                                     | Paul Haarhuis Mark Koevermans 6–3, 6–3         | Tom Nijssen Cyril Suk              | Marián Vajda Andrei Chesnokov        | Javier Sánchez Vicario Francisco Clavet Horst Skoff Renzo Furlan |
| 1 de abril  | Prudential-Bache Securities Classic Orlando, EE. UU. ATP Series 225 000$ Dura                                      | Andre Agassi 6–2, 1–6, 6–3                     | Derrick Rostagno                   | MaliVai Washington Pete Sampras      | Chuck Adams Brad Gilbert Jimmy Arias David Pate                  |
| 1 de abril  | Prudential-Bache Securities Classic Orlando, EE. UU. ATP Series 225 000$ Dura                                      | Luke Jensen Scott Melville 6–7, 7–6, 6–3       | Nicolás Pereira Pete Sampras       | MaliVai Washington Pete Sampras      | Chuck Adams Brad Gilbert Jimmy Arias David Pate                  |
| 8 de abril  | Torneo Conde de Godó Barcelona, España Championship Series 510 000$ Tierra Batida                                  | Emilio Sánchez Vicario 6–4, 7–6(9–7), 6–2      | Sergi Bruguera                     | Guillermo Pérez Roldán Martín Jaite  | Andrei Chesnokov Andre Agassi Veli Paloheimo Omar Camporese      |
| 8 de abril  | Torneo Conde de Godó Barcelona, España Championship Series 510 000$ Tierra Batida                                  | Horacio de la Peña Diego Nargiso 6–4, 4–6, 6–4 | Boris Becker Eric Jelen            | Guillermo Pérez Roldán Martín Jaite  | Andrei Chesnokov Andre Agassi Veli Paloheimo Omar Camporese      |
| 8 de abril  | Suntory Japan Open Tennis Championships Toquio, Japón ATP Championship Series 825 000$ Dura                        | Jim Courier 6–4, 6–4, 7–6(7–3)                 | Richard Krajicek                   | Stefan Edberg Michael Chang          | Brad Gilbert Michael Stich Todd Woodbridge Amos Mansdorf         |
| 8 de abril  | Suntory Japan Open Tennis Championships Toquio, Japón ATP Championship Series 825 000$ Dura                        | Kelly Jones Rick Leach 6–1, 6–7, 6–4           | John Fitzgerald Anders Järryd      | Stefan Edberg Michael Chang          | Brad Gilbert Michael Stich Todd Woodbridge Amos Mansdorf         |
| 15 de abril | KAL Cup Korea Open Seúl, Corea del Sur Series Mundiales 140 000$ Dura                                              | Patrick Baur 6–4, 1–6, 7–6(7–5)                | Jeff Tarango                       | Shuzo Matsuoka Luis Herrera          | Jan Siemerink Richard Krajicek Gilad Bloom Alex Antonitsch       |
| 15 de abril | KAL Cup Korea Open Seúl, Corea del Sur Series Mundiales 140 000$ Dura                                              | Alex Antonitsch Gilad Bloom 7–6, 6–1           | Kent Kinnear Sven Salumaa          | Shuzo Matsuoka Luis Herrera          | Jan Siemerink Richard Krajicek Gilad Bloom Alex Antonitsch       |
| 15 de abril | Philips Open Niza, Francia Series Mundiales 225 000$ Tierra Batida                                                 | Martín Jaite 3–6, 7–6(7–1), 6–3                | Goran Prpić                        | Karel Nováček Cédric Pioline         | Renzo Furlan Alberto Mancini Horacio de la Peña Henri Leconte    |
| 15 de abril | Philips Open Niza, Francia Series Mundiales 225 000$ Tierra Batida                                                 | Rikard Bergh Jan Gunnarsson 6–4, 4–6, 6–3      | Vojtěch Flégl Nicklas Utgren       | Karel Nováček Cédric Pioline         | Renzo Furlan Alberto Mancini Horacio de la Peña Henri Leconte    |
| 22 de abril | Masters de Monte Carlo Roquebrune-Cap-Martin, Francia ATP Championship Series de una semana 750 000$ Tierra Batida | Sergi Bruguera 5–7, 6–4, 7–6(8–6), 7–6(7–4)    | Boris Becker                       | Horst Skoff Goran Prpić              | Magnus Gustafsson Jonas Svensson Carl-Uwe Steeb Andrei Chesnokov |
| 22 de abril | Masters de Monte Carlo Roquebrune-Cap-Martin, Francia ATP Championship Series de una semana 750 000$ Tierra Batida | Luke Jensen Laurie Warder 6–4, 6–3             | Paul Haarhuis Mark Koevermans      | Horst Skoff Goran Prpić              | Magnus Gustafsson Jonas Svensson Carl-Uwe Steeb Andrei Chesnokov |
| 22 de abril | Epson Singapore Super Tennis Singapur, Singapur Series Mundiales 215 000$ Dura                                     | Jan Siemerink 6–4, 6–3                         | Gilad Bloom                        | Jason Stoltenberg Grant Connell      | Todd Woodbridge Glenn Michibata Thomas Högstedt Shuzo Matsuoka   |
| 22 de abril | Epson Singapore Super Tennis Singapur, Singapur Series Mundiales 215 000$ Dura                                     | Grant Connell Glenn Michibata 6–4, 5–7, 7–6    | Stefan Kruger Christo van Rensburg | Jason Stoltenberg Grant Connell      | Todd Woodbridge Glenn Michibata Thomas Högstedt Shuzo Matsuoka   |
| 29 de abril | BMW Open Múnich, Alemania Series Mundiales ATP 225 000$ Tierra Batida                                              | Magnus Gustafsson 3–6, 6–3, 4–3 retired        | Guillermo Pérez Roldán             | Ivan Lendl Christian Bergström       | Todd Witsken Udo Riglewski Lars Jonsson Goran Ivanišević         |
| 29 de abril | BMW Open Múnich, Alemania Series Mundiales ATP 225 000$ Tierra Batida                                              | Patrick Galbraith Todd Witsken 6–1, 6–3        | Anders Järryd Danie Visser         | Ivan Lendl Christian Bergström       | Todd Witsken Udo Riglewski Lars Jonsson Goran Ivanišević         |
| 29 de abril | Trofeo Villa de Madrid Madrid, España Series Mundiales 450 000$ Tierra batida                                      | Jordi Arrese 6–2, 6–4                          | Marcelo Filippini                  | Karel Nováček Javier Sánchez Vicario | Thierry Champion Franco Davín Jacco Eltingh Germán López         |
| 29 de abril | Trofeo Villa de Madrid Madrid, España Series Mundiales 450 000$ Tierra batida                                      | Gustavo Luza Cássio Motta 6–0, 7–5             | Luiz Mattar Jaime Oncins           | Karel Nováček Javier Sánchez Vicario | Thierry Champion Franco Davín Jacco Eltingh Germán López         |
| 29 de abril | USTA Men's Clay Courts Tampa, Florida, Estados Unidos Series Mundiales 225 000$ Tierra batida                      | Richey Reneberg 4–6, 6–4, 6–2                  | Petr Korda                         | Pablo Arraya Chris Garner            | MaliVai Washington Kelly Evernden Mikael Pernfors Javier Frana   |
| 29 de abril | USTA Men's Clay Courts Tampa, Florida, Estados Unidos Series Mundiales 225 000$ Tierra batida                      | Ken Flach Robert Seguso 6–7, 6–4, 6–1          | David Pate Richey Reneberg         | Pablo Arraya Chris Garner            | MaliVai Washington Kelly Evernden Mikael Pernfors Javier Frana   |

### Mayo
| Semana                | Torneo | Campeones                                        | Finalistas                    | Semifinalistas                    | Cuartos de final                                                     |
| --------------------- | --- | ------------------------------------------------ | ----------------------------- | --------------------------------- | -------------------------------------------------------------------- |
| 6 de mayo             | Masters de Hamburgo Hamburgo, Alemania ATP Championship Series de una semana 750 000$ Tierra batida           | Karel Nováček 6–3, 6–3, 5–7, 0–6, 6–1            | Magnus Gustafsson             | Michael Stich Goran Prpić         | Stefan Edberg Mark Koevermans Goran Ivanišević Yannick Noah          |
| 6 de mayo             | Masters de Hamburgo Hamburgo, Alemania ATP Championship Series de una semana 750 000$ Tierra batida           | Sergio Casal Emilio Sánchez Vicario 7–6, 7–6     | Cássio Motta Danie Visser     | Michael Stich Goran Prpić         | Stefan Edberg Mark Koevermans Goran Ivanišević Yannick Noah          |
| 6 de mayo             | U.S. Men's Clay Court Championships Charlotte (Carolina del Norte), US Series Mndiales 215 000$ Tierra batida | Jaime Yzaga 6–3, 7–5                             | Jimmy Arias                   | MaliVai Washington Javier Frana   | Michael Chang David Wheaton Richey Reneberg Pablo Arraya             |
| 6 de mayo             | U.S. Men's Clay Court Championships Charlotte (Carolina del Norte), US Series Mndiales 215 000$ Tierra batida | Rick Leach Jim Pugh 6–3, 2–6, 6–3                | Bret Garnett Greg Van Emburgh | MaliVai Washington Javier Frana   | Michael Chang David Wheaton Richey Reneberg Pablo Arraya             |
| 13 de mayo            | Abierto de Italia Roma, Italia ATP Championship Series de una semana 1 002 000$ Tierra Batida                 | Emilio Sánchez Vicario 6–3, 6–1, 3–0 retired     | Alberto Mancini               | Goran Prpić Sergi Bruguera        | Richard Fromberg Andrei Cherkasov Fabrice Santoro Horacio de la Peña |
| 13 de mayo            | Abierto de Italia Roma, Italia ATP Championship Series de una semana 1 002 000$ Tierra Batida                 | Omar Camporese Goran Ivanišević 6–2, 6–3         | Luke Jensen Laurie Warder     | Goran Prpić Sergi Bruguera        | Richard Fromberg Andrei Cherkasov Fabrice Santoro Horacio de la Peña |
| 13 de mayo            | Abierto de Yugoslavia Umag, Yugoslavia ATP Series Mundiales 215 000$ Tierra batida                            | Dimitri Poliakov 6–4, 6–4                        | Javier Sánchez Vicario        | Petr Korda Jean-Philippe Fleurian | Richey Reneberg Bruno Orešar Francisco Clavet Marián Vajda           |
| 13 de mayo            | Abierto de Yugoslavia Umag, Yugoslavia ATP Series Mundiales 215 000$ Tierra batida                            | Gilad Bloom Javier Sánchez Vicario 7–6, 2–6, 6–1 | Richey Reneberg David Wheaton | Petr Korda Jean-Philippe Fleurian | Richey Reneberg Bruno Orešar Francisco Clavet Marián Vajda           |
| 20 de mayo            | Peugeot World Team Cup Düsseldorf, Alemania 1 277 500$ Tierra batida                                          | Suecia · 2–1                                     | SFR                           | Round Robin (Grupo Rojo)          | Round Robin (Grupo Azul)                                             |
| 20 de mayo            | Internazionali Cassa di Risparmio Bolonia, Italia Series Mundailes 225,000$ Tierra Batida                     | Paolo Canè 5–7, 6–3, 7–5                         | Jan Gunnarsson                | Jeff Tarango Omar Camporese       | Jaime Oncins Thomas Muster Eduardo Masso Luiz Mattar                 |
| 20 de mayo            | Internazionali Cassa di Risparmio Bolonia, Italia Series Mundailes 225,000$ Tierra Batida                     | Luke Jensen Laurie Warder 6–4, 7–6               | Luiz Mattar Jaime Oncins      | Jeff Tarango Omar Camporese       | Jaime Oncins Thomas Muster Eduardo Masso Luiz Mattar                 |
| 27 de mayo 9 de junio | Roland Garros París, Francia Grand Slam 3 481 550$ Tierra Batida                                              | Jim Courier 3–6, 6–4, 2–6, 6–1, 6–4              | Andre Agassi                  | Michael Stich Boris Becker        | Stefan Edberg Franco Davín Jakob Hlasek Michael Chang                |
| 27 de mayo 9 de junio | Roland Garros París, Francia Grand Slam 3 481 550$ Tierra Batida                                              | John Fitzgerald Anders Järryd 6–0, 7–6           | Rick Leach Jim Pugh           | Michael Stich Boris Becker        | Stefan Edberg Franco Davín Jakob Hlasek Michael Chang                |
| 27 de mayo 9 de junio | Roland Garros París, Francia Grand Slam 3 481 550$ Tierra Batida                                              | Helena Suková Cyril Suk 3–6, 6–4, 6–1            | Caroline Vis Paul Haarhuis    | Michael Stich Boris Becker        | Stefan Edberg Franco Davín Jakob Hlasek Michael Chang                |

### Junio
| Semana                 | Torneo                                                                                             | Campeones                                             | Finalistas                        | Semifinalistas                   | Cuartos de final                                                 |
| ---------------------- | -------------------------------------------------------------------------------------------------- | ----------------------------------------------------- | --------------------------------- | -------------------------------- | ---------------------------------------------------------------- |
| 10 de junio            | Continental Grass Court Championship Rosmalen, Países Bajos Series Mundiales 225 000$ Hierba       | Christian Saceanu 6–1, 3–6, 7–5                       | Michiel Schapers                  | Jakob Hlasek Michael Stich       | Andrei Olhovskiy Amos Mansdorf Diego Nargiso Richard Krajicek    |
| 10 de junio            | Continental Grass Court Championship Rosmalen, Países Bajos Series Mundiales 225 000$ Hierba       | Hendrik Jan Davids Paul Haarhuis 6–3, 7–6             | Richard Krajicek Jan Siemerink    | Jakob Hlasek Michael Stich       | Andrei Olhovskiy Amos Mansdorf Diego Nargiso Richard Krajicek    |
| 10 de junio            | Torneo Internazionali "Citta di Firenze" Florencia, Italia Series Mundiales 225 000$ Tierra batida | Thomas Muster 6–2, 6–7(2–7), 6–4                      | Horst Skoff                       | Eduardo Masso Carlos Costa       | Gabriel Markus Magnus Larsson Jimmy Arias Fabrice Santoro        |
| 10 de junio            | Torneo Internazionali "Citta di Firenze" Florencia, Italia Series Mundiales 225 000$ Tierra batida | Ola Jonsson Magnus Larsson 3–6, 6–1, 6–1              | Juan Carlos Báguena Carlos Costa  | Eduardo Masso Carlos Costa       | Gabriel Markus Magnus Larsson Jimmy Arias Fabrice Santoro        |
| 10 de junio            | Stella Artois Championships Londres, Gran Bretaña Series Mundiales ATP 450 000$ Hierba             | Stefan Edberg 6–2, 6–3                                | David Wheaton                     | MaliVai Washington Anders Järryd | Pat Cash John Fitzgerald Michael Chang Grant Connell             |
| 10 de junio            | Stella Artois Championships Londres, Gran Bretaña Series Mundiales ATP 450 000$ Hierba             | Todd Woodbridge Mark Woodforde 7–6, 6–4               | Grant Connell Glenn Michibata     | MaliVai Washington Anders Järryd | Pat Cash John Fitzgerald Michael Chang Grant Connell             |
| 17 de junio            | Hypo Group Tennis International Génova, Italia Series Mundiales $225 000 Tierra batida             | Carl-Uwe Steeb 6–3, 6–4                               | Jordi Arrese                      | Thomas Muster Eduardo Masso      | Ronald Agénor Cédric Pioline Roberto Azar Jean-Philippe Fleurian |
| 17 de junio            | Hypo Group Tennis International Génova, Italia Series Mundiales $225 000 Tierra batida             | Marcos Aurelio Gorriz Alfonso Mora 5–7, 7–5, 6–3      | Massimo Ardinghi Massimo Boscatto | Thomas Muster Eduardo Masso      | Ronald Agénor Cédric Pioline Roberto Azar Jean-Philippe Fleurian |
| 17 de junio            | Direct Line Insurance Open Mánchester, Gran Bretaña Series Mundiales ATP 225 000$ Hierba           | Goran Ivanišević 6–4, 6–4                             | Pete Sampras                      | Veli Paloheimo Gary Muller       | Wally Masur Amos Mansdorf Todd Witsken Arne Thoms                |
| 17 de junio            | Direct Line Insurance Open Mánchester, Gran Bretaña Series Mundiales ATP 225 000$ Hierba           | Omar Camporese Goran Ivanišević 6–4, 6–3              | Nick Brown Andrew Castle          | Veli Paloheimo Gary Muller       | Wally Masur Amos Mansdorf Todd Witsken Arne Thoms                |
| 24 de junio 7 de julio | Torneo de Wimbledon Londres, Gran Bretaña Grand Slam 3 460 438$ Hierba                             | Michael Stich 6–4, 7–6(7–4), 6–4                      | Boris Becker                      | Stefan Edberg David Wheaton      | Thierry Champion Jim Courier Andre Agassi Guy Forget             |
| 24 de junio 7 de julio | Torneo de Wimbledon Londres, Gran Bretaña Grand Slam 3 460 438$ Hierba                             | John Fitzgerald Anders Järryd 6–3, 6–4, 6–7(7–9), 6–1 | Javier Frana Leonardo Lavalle     | Stefan Edberg David Wheaton      | Thierry Champion Jim Courier Andre Agassi Guy Forget             |
| 24 de junio 7 de julio | Torneo de Wimbledon Londres, Gran Bretaña Grand Slam 3 460 438$ Hierba                             | Elizabeth Smylie John Fitzgerald 7–6(7–4), 6–2        | Natasha Zvereva Jim Pugh          | Stefan Edberg David Wheaton      | Thierry Champion Jim Courier Andre Agassi Guy Forget             |

### Julio
| Semana      | Torneo | Campeones                                        | Finalistas                         | Semifinalistas                       | Cuartos de final                                                        |
| ----------- | --- | ------------------------------------------------ | ---------------------------------- | ------------------------------------ | ----------------------------------------------------------------------- |
| 8 de julio  | Abierto Investor de Båstad Bastad, Suecia Series Mundiales ATP 225 000$ Tierra Batida                               | Magnus Gustafsson 6–1, 6–2                       | Alberto Mancini                    | Alexander Volkov Christian Bergström | Magnus Larsson Lars Jonsson Jan Gunnarsson Pablo Arraya                 |
| 8 de julio  | Abierto Investor de Båstad Bastad, Suecia Series Mundiales ATP 225 000$ Tierra Batida                               | Ronnie Båthman Rikard Bergh 6–4, 6–4             | Magnus Gustafsson Anders Järryd    | Alexander Volkov Christian Bergström | Magnus Larsson Lars Jonsson Jan Gunnarsson Pablo Arraya                 |
| 8 de julio  | Abierto RADO Gstaad, Suiza Series Mundiales ATP 275 000$ Tierra Batida                                              | Emilio Sánchez Vicario 6–1, 6–4, 6–4             | Sergi Bruguera                     | Goran Ivanišević Karel Nováček       | Andrés Gómez Horacio de la Peña Martín Jaite Michael Stich              |
| 8 de julio  | Abierto RADO Gstaad, Suiza Series Mundiales ATP 275 000$ Tierra Batida                                              | Gary Muller Danie Visser 7–6, 6–4                | Guy Forget Jakob Hlasek            | Goran Ivanišević Karel Nováček       | Andrés Gómez Horacio de la Peña Martín Jaite Michael Stich              |
| 8 de julio  | Miller Lite Hall of Fame Championships Newport, Estados Unidos Series Mundiales ATP 150 000$ Hierba                 | Bryan Shelton 3–6, 6–4, 6–4                      | Javier Frana                       | Todd Martin Mark Kratzmann           | Martin Wostenholme Christo van Rensburg Jacco Eltingh Glenn Layendecker |
| 8 de julio  | Miller Lite Hall of Fame Championships Newport, Estados Unidos Series Mundiales ATP 150 000$ Hierba                 | Gianluca Pozzi Brett Steven 6–4, 6–4             | Javier Frana Bruce Steel           | Todd Martin Mark Kratzmann           | Martin Wostenholme Christo van Rensburg Jacco Eltingh Glenn Layendecker |
| 15 de julio | Mercedes Cup Stuttgart, Alemania ATP Championship Series 825 000$ Tierra Batida                                     | Michael Stich 1–6, 7–6(11–9), 6–4, 6–2           | Alberto Mancini                    | Francisco Clavet Lars Koslowski      | Richard Krajicek Cédric Pioline Germán López Goran Prpić                |
| 15 de julio | Mercedes Cup Stuttgart, Alemania ATP Championship Series 825 000$ Tierra Batida                                     | Wally Masur Emilio Sánchez Vicario 2–6, 6–3, 6–4 | Omar Camporese Goran Ivanišević    | Francisco Clavet Lars Koslowski      | Richard Krajicek Cédric Pioline Germán López Goran Prpić                |
| 15 de julio | Sovran Bank Classic Washington D.C., Estados Unidos Championship Series 465 000$ Dura                               | Andre Agassi 6–3, 6–4                            | Petr Korda                         | Jaime Yzaga Markus Zoecke            | Johan Carlsson Richey Reneberg Brad Gilbert Luis Herrera                |
| 15 de julio | Sovran Bank Classic Washington D.C., Estados Unidos Championship Series 465 000$ Dura                               | Scott Davis David Pate 7–6, 7–6                  | Ken Flach Robert Seguso            | Jaime Yzaga Markus Zoecke            | Johan Carlsson Richey Reneberg Brad Gilbert Luis Herrera                |
| 22 de julio | Player's Canadian Open Montreal, Canadá ATP Championship Series de una semana $930 000 Dura                         | Andrei Chesnokov 3–6, 6–4, 6–3                   | Petr Korda                         | Ivan Lendl Jim Courier               | Jim Grabb Shuzo Matsuoka Jakob Hlasek Derrick Rostagno                  |
| 22 de julio | Player's Canadian Open Montreal, Canadá ATP Championship Series de una semana $930 000 Dura                         | Patrick Galbraith Todd Witsken 6–7, 6–4, 6–4     | Grant Connell Glenn Michibata      | Ivan Lendl Jim Courier               | Jim Grabb Shuzo Matsuoka Jakob Hlasek Derrick Rostagno                  |
| 22 de julio | Abierto de Países Bajos Hilversum, Países Bajos Series Mundiales 215 000$ Tierra batida                             | Magnus Gustafsson 5–7, 7–6(7–2), 2–6, 6–1, 6–0   | Jordi Arrese                       | Mark Koevermans Karel Nováček        | Renzo Furlan Thomas Muster Marc Rosset Franco Davín                     |
| 22 de julio | Abierto de Países Bajos Hilversum, Países Bajos Series Mundiales 215 000$ Tierra batida                             | Richard Krajicek Jan Siemerink 7–5, 6–4          | Francisco Clavet Magnus Gustafsson | Mark Koevermans Karel Nováček        | Renzo Furlan Thomas Muster Marc Rosset Franco Davín                     |
| 29 de julio | Volvo Tennis/Los Ángeles Los Ángeles, Estados Unidos Series Mundiales ATP 225 000$ Dura                             | Pete Sampras 6–2, 6–7(5–7), 6–3                  | Brad Gilbert                       | Stefan Edberg Stefano Pescosolido    | Aaron Krickstein Steve Bryan Scott Davis Amos Mansdorf                  |
| 29 de julio | Volvo Tennis/Los Ángeles Los Ángeles, Estados Unidos Series Mundiales ATP 225 000$ Dura                             | Javier Frana Jim Pugh 7–5, 2–6, 6–4              | Glenn Michibata Brad Pearce        | Stefan Edberg Stefano Pescosolido    | Aaron Krickstein Steve Bryan Scott Davis Amos Mansdorf                  |
| 29 de julio | Philips Austrian Open Kitzbühel, Austria Series Mundiales 337 500$ Tierra Batida                                    | Karel Nováček 7–6(7–2), 7–6(7–4), 6–2            | Magnus Gustafsson                  | Francisco Clavet Martín Jaite        | Markus Zillner Horst Skoff Thierry Champion Emilio Sánchez Vicario      |
| 29 de julio | Philips Austrian Open Kitzbühel, Austria Series Mundiales 337 500$ Tierra Batida                                    | Tomás Carbonell Francisco Roig Ret.              | Pablo Arraya Dimitri Poliakov      | Francisco Clavet Martín Jaite        | Markus Zillner Horst Skoff Thierry Champion Emilio Sánchez Vicario      |
| 29 de julio | Internazionali di Tennis di San Marino Ciudad de San Marino, San Marino Series Mundiales ATP 250 000$ Tierra Batida | Guillermo Pérez Roldán 6–3, 6–1                  | Frédéric Fontang                   | Renzo Furlan Roberto Azar            | Carlos Costa Franco Davín Nicklas Kulti Claudio Mezzadri                |
| 29 de julio | Internazionali di Tennis di San Marino Ciudad de San Marino, San Marino Series Mundiales ATP 250 000$ Tierra Batida | Jordi Arrese Carlos Costa 6–3, 3–6, 6–3          | Christian Miniussi Diego Pérez     | Renzo Furlan Roberto Azar            | Carlos Costa Franco Davín Nicklas Kulti Claudio Mezzadri                |

### Agosto
| Semana                       | Torneo                                                                                       | Campeones                                            | Finalistas                                     | Semifinalistas                       | Cuartos de final                                                 |
| ---------------------------- | -------------------------------------------------------------------------------------------- | ---------------------------------------------------- | ---------------------------------------------- | ------------------------------------ | ---------------------------------------------------------------- |
| 5 de agosto                  | Thriftway ATP Championships Mason, EE. UU. ATP Super 9 1 020 000$ Dura                       | Guy Forget 2–6, 7–6(7–4), 6–4                        | Pete Sampras                                   | Boris Becker Jim Courier             | Andrei Cherkasov Derrick Rostagno Brad Gilbert Stefan Edberg     |
| 5 de agosto                  | Thriftway ATP Championships Mason, EE. UU. ATP Super 9 1 020 000$ Dura                       | Ken Flach Robert Seguso 6–3, 6–4                     | Grant Connell Glenn Michibata                  | Boris Becker Jim Courier             | Andrei Cherkasov Derrick Rostagno Brad Gilbert Stefan Edberg     |
| 5 de agosto                  | Abierto de Checoslovaquia Praga, República Checa ATP Series Mundiales 305 000$ Tierra Batida | Karel Nováček 7–6(7–5), 6–2                          | Magnus Gustafsson                              | Guillermo Pérez Roldán Thomas Muster | Arnaud Boetsch Horst Skoff Magnus Larsson Horacio de la Peña     |
| 5 de agosto                  | Abierto de Checoslovaquia Praga, República Checa ATP Series Mundiales 305 000$ Tierra Batida | Vojtěch Flégl Cyril Suk 6–4, 6–2                     | Libor Pimek Daniel Vacek                       | Guillermo Pérez Roldán Thomas Muster | Arnaud Boetsch Horst Skoff Magnus Larsson Horacio de la Peña     |
| 12 de agosto                 | RCA Championships Indianápolis, Estados Unidos Championship Series 825 000$ Dura             | Pete Sampras 7–6(7–2), 3–6, 6–3                      | Boris Becker                                   | David Wheaton Jim Courier            | Jakob Hlasek Fabrice Santoro Richard Fromberg Andrei Cherkasov   |
| 12 de agosto                 | RCA Championships Indianápolis, Estados Unidos Championship Series 825 000$ Dura             | Ken Flach Robert Seguso 6–4, 6–3                     | Kent Kinnear Sven Salumaa                      | David Wheaton Jim Courier            | Jakob Hlasek Fabrice Santoro Richard Fromberg Andrei Cherkasov   |
| 12 de agosto                 | Volvo International New Haven, EE. UU. ATP Championship Series 825 000$ Dura                 | Petr Korda 6–4, 6–2                                  | Goran Ivanišević                               | Derrick Rostagno Marc Rosset         | Richard Krajicek John McEnroe Omar Camporese Michael Chang       |
| 12 de agosto                 | Volvo International New Haven, EE. UU. ATP Championship Series 825 000$ Dura                 | Petr Korda Wally Masur Ret.                          | Jeff Brown Scott Melville                      | Derrick Rostagno Marc Rosset         | Richard Krajicek John McEnroe Omar Camporese Michael Chang       |
| 19 de agosto                 | Norstar Bank Hamlet Challenge Cup Long Island, EE. UU. Series Mundiales 225 000$ Dura        | Ivan Lendl 6–3, 6–2                                  | Stefan Edberg                                  | Olivier Delaître John McEnroe        | Jimmy Connors Thierry Champion Luiz Mattar Omar Camporese        |
| 19 de agosto                 | Norstar Bank Hamlet Challenge Cup Long Island, EE. UU. Series Mundiales 225 000$ Dura        | Eric Jelen Carl-Uwe Steeb 0–6, 6–4, 7–6              | Doug Flach Diego Nargiso                       | Olivier Delaître John McEnroe        | Jimmy Connors Thierry Champion Luiz Mattar Omar Camporese        |
| 19 de agosto                 | OTB International Schenectady, Nueva York, USA Series Mundiales 125 000$ Dura                | Michael Stich 6–2, 6–4                               | Emilio Sánchez Vicario                         | Horst Skoff Francisco Clavet         | Todd Woodbridge Andrei Cherkasov Alexander Volkov Sergi Bruguera |
| 19 de agosto                 | OTB International Schenectady, Nueva York, USA Series Mundiales 125 000$ Dura                | Javier Sánchez Vicario Todd Woodbridge 3–6, 7–6, 7–6 | Andrés Gómez Emilio Sánchez Vicario            | Horst Skoff Francisco Clavet         | Todd Woodbridge Andrei Cherkasov Alexander Volkov Sergi Bruguera |
| 26 de agosto 8 de septiembre | Abierto de Estados Unidos Flushing, New York, Estados Unidos Grand Slam 3 099 300$ Dura      | Stefan Edberg 6–2, 6–4, 6–0                          | Jim Courier                                    | Jimmy Connors Ivan Lendl             | Paul Haarhuis Pete Sampras Michael Stich Javier Sánchez Vicario  |
| 26 de agosto 8 de septiembre | Abierto de Estados Unidos Flushing, New York, Estados Unidos Grand Slam 3 099 300$ Dura      | John Fitzgerald Anders Järryd 6–3, 3–6, 6–3, 6–3     | Scott Davis David Pate                         | Jimmy Connors Ivan Lendl             | Paul Haarhuis Pete Sampras Michael Stich Javier Sánchez Vicario  |
| 26 de agosto 8 de septiembre | Abierto de Estados Unidos Flushing, New York, Estados Unidos Grand Slam 3 099 300$ Dura      | Manon Bollegraf Tom Nijssen 6–2, 7–6(7–2)            | Arantxa Sánchez Vicario Emilio Sánchez Vicario | Jimmy Connors Ivan Lendl             | Paul Haarhuis Pete Sampras Michael Stich Javier Sánchez Vicario  |

### Septiembre
| Semana           | Torneo                                                                                         | Campeones                                          | Finalistas                                    | Semifinalistas                     | Cuartos de final                                                  |
| ---------------- | ---------------------------------------------------------------------------------------------- | -------------------------------------------------- | --------------------------------------------- | ---------------------------------- | ----------------------------------------------------------------- |
| 9 de septiembre  | Grand Prix Passing Shot Burdeos, Francia Series Mundailes 270 000$ Tierra batida               | Guy Forget 6–1, 6–3                                | Olivier Delaître                              | Cédric Pioline Thierry Champion    | Lars Jonsson Fabrice Santoro Arnaud Boetsch Alexander Mronz       |
| 9 de septiembre  | Grand Prix Passing Shot Burdeos, Francia Series Mundailes 270 000$ Tierra batida               | Arnaud Boetsch Guy Forget 6–2, 6–2                 | Patrik Kühnen Alexander Mronz                 | Cédric Pioline Thierry Champion    | Lars Jonsson Fabrice Santoro Arnaud Boetsch Alexander Mronz       |
| 9 de septiembre  | Brasília Open Brasilia, Brasil ATP Series Mundiales 225 000$ Moqueta                           | Andrés Gómez 6–4, 3–6, 6–3                         | Javier Sánchez Vicario                        | Bryan Shelton Danilo Marcelino     | Sandon Stolle Todd Martin Martín Jaite Francisco Montana          |
| 9 de septiembre  | Brasília Open Brasilia, Brasil ATP Series Mundiales 225 000$ Moqueta                           | Kent Kinnear Roger Smith 6–2, 3–6, 7–6             | Ricardo Acioly Mauro Menezes                  | Bryan Shelton Danilo Marcelino     | Sandon Stolle Todd Martin Martín Jaite Francisco Montana          |
| 9 de septiembre  | Barclay Open Geneva, Suiza ATP Series Mundiales 225 000$ Tierra batida                         | Thomas Muster 6–2, 6–4                             | Horst Skoff                                   | Andrei Medvédev Jordi Arrese       | Sergi Bruguera Christian Miniussi Horacio de la Peña Jaime Oncins |
| 9 de septiembre  | Barclay Open Geneva, Suiza ATP Series Mundiales 225 000$ Tierra batida                         | Sergi Bruguera Marc Rosset 3–6, 6–3, 6–2           | Per Henricsson Ola Jonsson                    | Andrei Medvédev Jordi Arrese       | Sergi Bruguera Christian Miniussi Horacio de la Peña Jaime Oncins |
| 16 de septiembre | Copa Davis Semifinales Kansas City, EE. UU. – Tierra batida Pau, Francia – Moqueta             | Ganadores Semifinal Estados Unidos 3–2 Francia 5–0 | Perdedores Semifinal Alemania Yugoslavia      |                                    |                                                                   |
| 23 de septiembre | Davidoff Swiss Indoors Basilea, Suiza Series Mundiales ATP 675 000$ Dura                       | Jakob Hlasek 7–6(7–4), 6–0, 6–3                    | John McEnroe                                  | Jimmy Connors Alexander Volkov     | Christian Bergström Amos Mansdorf Kevin Curren Karel Nováček      |
| 23 de septiembre | Jakob Hlasek Patrick McEnroe 3–6, 7–6, 7–6                                                     | Petr Korda John McEnroe                            |                                               | Jimmy Connors Alexander Volkov     | Christian Bergström Amos Mansdorf Kevin Curren Karel Nováček      |
| 23 de septiembre | Campionati Internazionali di Sicilia Palermo, Italia Series Mundiales 270 000$ Tierra batida   | Frédéric Fontang 1–6, 6–3, 6–3                     | Emilio Sánchez Vicario                        | Marián Vajda Jordi Arrese          | Thomas Muster Diego Nargiso Yannick Noah Massimo Cierro           |
| 23 de septiembre | Campionati Internazionali di Sicilia Palermo, Italia Series Mundiales 270 000$ Tierra batida   | Jacco Eltingh Tom Kempers 3–6, 6–3, 6–3            | Emilio Sánchez Vicario Javier Sánchez Vicario | Marián Vajda Jordi Arrese          | Thomas Muster Diego Nargiso Yannick Noah Massimo Cierro           |
| 23 de septiembre | Abierto de Queensland, Australia ATP Series Mundiales 225 000$ Dura                            | Gianluca Pozzi 6–3, 7–6(7–4)                       | Aaron Krickstein                              | Jason Stoltenberg Andrei Chesnokov | Brad Gilbert Jim Grabb Wayne Ferreira Richard Fromberg            |
| 23 de septiembre | Abierto de Queensland, Australia ATP Series Mundiales 225 000$ Dura                            | Todd Woodbridge Mark Woodforde 7–6, 6–3            | John Fitzgerald Glenn Michibata               | Jason Stoltenberg Andrei Chesnokov | Brad Gilbert Jim Grabb Wayne Ferreira Richard Fromberg            |
| 30 de septiembre | Internacional de Atenas Atenas, Grecia Series Mundiales 125 000$ Tierra batida                 | Sergi Bruguera 7–5, 6–3                            | Jordi Arrese                                  | Thomas Muster Francisco Clavet     | Renzo Furlan Guillermo Pérez Roldán Lars Jonsson Mark Koevermans  |
| 30 de septiembre | Internacional de Atenas Atenas, Grecia Series Mundiales 125 000$ Tierra batida                 | Jacco Eltingh Mark Koevermans 5–7, 7–6, 7–5        | Menno Oosting Olli Rahnasto                   | Thomas Muster Francisco Clavet     | Renzo Furlan Guillermo Pérez Roldán Lars Jonsson Mark Koevermans  |
| 30 de septiembre | Gran Premio de Tenis de Toulousse Toulousse, Francia Series Mundiales ATP 260 000$ Dura        | Guy Forget 6–2, 7–6(7–4)                           | Amos Mansdorf                                 | Richard Krajicek Alexander Volkov  | Marc Rosset John McEnroe Cédric Pioline Christian Bergström       |
| 30 de septiembre | Gran Premio de Tenis de Toulousse Toulousse, Francia Series Mundiales ATP 260 000$ Dura        | Tom Nijssen Cyril Suk 4–6, 6–3, 7–6                | Jeremy Bates Kevin Curren                     | Richard Krajicek Alexander Volkov  | Marc Rosset John McEnroe Cédric Pioline Christian Bergström       |
| 30 de septiembre | Australian Indoor Tennis Championships Sídney, Australia ATP Championship Series 750 000$ Dura | Stefan Edberg 6–2, 6–2, 6–2                        | Brad Gilbert                                  | Goran Ivanišević Pete Sampras      | Michael Chang Andre Agassi David Wheaton Wayne Ferreira           |
| 30 de septiembre | Australian Indoor Tennis Championships Sídney, Australia ATP Championship Series 750 000$ Dura | Jim Grabb Richey Reneberg 6–2, 6–3                 | Luke Jensen Laurie Warder                     | Goran Ivanišević Pete Sampras      | Michael Chang Andre Agassi David Wheaton Wayne Ferreira           |

### Octubre
| Semana        | Torneo                                                                                   | Campeones                                         | Finalistas                     | Semifinalistas                        | Cuartos de final                                                     |
| ------------- | ---------------------------------------------------------------------------------------- | ------------------------------------------------- | ------------------------------ | ------------------------------------- | -------------------------------------------------------------------- |
| 7 de octubre  | Seiko Super Tennis Tournament Toquio, Japón ATP Championship Series 750 000$ Moqueta     | Stefan Edberg 6–3, 1–6, 6–2                       | Derrick Rostagno               | Goran Ivanišević Ivan Lendl           | Michael Chang Andre Agassi David Wheaton Boris Becker                |
| 7 de octubre  | Seiko Super Tennis Tournament Toquio, Japón ATP Championship Series 750 000$ Moqueta     | Jim Grabb Richey Reneberg 6–3, 6–7, 6–2           | Scott Davis David Pate         | Goran Ivanišević Ivan Lendl           | Michael Chang Andre Agassi David Wheaton Boris Becker                |
| 7 de octubre  | Riklis Classic Tel Aviv, Israel Series Mundiales 125 000$ Dura                           | Leonardo Lavalle 6–2, 3–6, 6–3                    | Christo van Rensburg           | Bryan Shelton Gilad Bloom             | Andrei Cherkasov Peter Nyborg Olivier Delaître Johan Carlsson        |
| 7 de octubre  | Riklis Classic Tel Aviv, Israel Series Mundiales 125 000$ Dura                           | David Rikl Michiel Schapers 6–2, 6–7, 6–3         | Javier Frana Leonardo Lavalle  | Bryan Shelton Gilad Bloom             | Andrei Cherkasov Peter Nyborg Olivier Delaître Johan Carlsson        |
| 7 de octubre  | Holsten International Berlín, Alemania ATP Series Mundiales 260,000$ Moqueta             | Petr Korda 6–3, 6–4                               | Arnaud Boetsch                 | Anders Järryd Patrik Kühnen           | Michael Stich Alexander Volkov Jean-Philippe Fleurian Cédric Pioline |
| 7 de octubre  | Holsten International Berlín, Alemania ATP Series Mundiales 260,000$ Moqueta             | Petr Korda Karel Nováček 3–6, 7–5, 7–5            | Jan Siemerink Daniel Vacek     | Anders Järryd Patrik Kühnen           | Michael Stich Alexander Volkov Jean-Philippe Fleurian Cédric Pioline |
| 14 de octubre | Grand Prix de Tennis de Lyon Lyon, Francia Series Mundiales 450 000$ Moqueta             | Pete Sampras 6–1, 6–1                             | Olivier Delaître               | Sergi Bruguera Brad Gilbert           | Johan Kriek Kevin Curren Alberto Mancini Jonas Svensson              |
| 14 de octubre | Grand Prix de Tennis de Lyon Lyon, Francia Series Mundiales 450 000$ Moqueta             | Tom Nijssen Cyril Suk 7–6, 6–3                    | Steve DeVries David Macpherson | Sergi Bruguera Brad Gilbert           | Johan Kriek Kevin Curren Alberto Mancini Jonas Svensson              |
| 14 de octubre | CA-TennisTrophy Viena, Austria ATP Championship Series 225 000$ Moqueta                  | Michael Stich 6–4, 6–4, 6–4                       | Jan Siemerink                  | Petr Korda Carl-Uwe Steeb             | Anders Järryd Aaron Krickstein Javier Frana Horst Skoff              |
| 14 de octubre | CA-TennisTrophy Viena, Austria ATP Championship Series 225 000$ Moqueta                  | Anders Järryd Gary Muller 6–4, 7–5                | Jakob Hlasek Patrick McEnroe   | Petr Korda Carl-Uwe Steeb             | Anders Järryd Aaron Krickstein Javier Frana Horst Skoff              |
| 21 de octubre | Abierto de Estocolmo Estocolmo, Suecia Series Mundiales ATP 840 000$ Moqueta             | Boris Becker 3–6, 6–4, 1–6, 6–2, 6–2              | Stefan Edberg                  | Aaron Krickstein Jim Courier          | Richey Reneberg Goran Ivanišević Petr Korda Pete Sampras             |
| 21 de octubre | Abierto de Estocolmo Estocolmo, Suecia Series Mundiales ATP 840 000$ Moqueta             | John Fitzgerald Anders Järryd 7–5, 6–3            | Tom Nijssen Cyril Suk          | Aaron Krickstein Jim Courier          | Richey Reneberg Goran Ivanišević Petr Korda Pete Sampras             |
| 21 de octubre | Bliss Cup Guarujá, Brasil ATP Series Mundiales 125 000$ Dura                             | Javier Frana 2–6, 7–6(7–1), 6–3                   | Markus Zoecke                  | Francisco Roig Carlos Costa           | Bart Wuyts Maurice Ruah Andrés Gómez Germán López                    |
| 21 de octubre | Bliss Cup Guarujá, Brasil ATP Series Mundiales 125 000$ Dura                             | Jacco Eltingh Paul Haarhuis 6–3, 7–5              | Bret Garnett Todd Nelson       | Francisco Roig Carlos Costa           | Bart Wuyts Maurice Ruah Andrés Gómez Germán López                    |
| 28 de octubre | Masters de París París, Francia ATP Championship Series de una semana 1 650 000$ Moqueta | Guy Forget 7–6(11–9), 4–6, 5–7, 6–4, 6–4          | Pete Sampras                   | Michael Chang Jonas Svensson          | Petr Korda Alexander Volkov Omar Camporese Karel Nováček             |
| 28 de octubre | Masters de París París, Francia ATP Championship Series de una semana 1 650 000$ Moqueta | John Fitzgerald Anders Järryd 7–6, 6–4            | Kelly Jones Rick Leach         | Michael Chang Jonas Svensson          | Petr Korda Alexander Volkov Omar Camporese Karel Nováček             |
| 28 de octubre | Kolynos Cup Búzios, Brasil Series Mundiales 147 500$ Tierra batida                       | Jordi Arrese 1–6, 6–4, 6–0                        | Jaime Oncins                   | Francisco Roig Javier Sánchez Vicario | Markus Zoecke Thomas Muster Francisco Clavet Guillermo Pérez Roldán  |
| 28 de octubre | Kolynos Cup Búzios, Brasil Series Mundiales 147 500$ Tierra batida                       | Sergio Casal Emilio Sánchez Vicario 4–6, 6–3, 6–4 | Javier Frana Leonardo Lavalle  | Francisco Roig Javier Sánchez Vicario | Markus Zoecke Thomas Muster Francisco Clavet Guillermo Pérez Roldán  |

### Noviembre
| Semana          | Torneo | Campeones                                        | Finalistas                        | Semifinalistas                                                   | Cuartos de final                                                 |
| --------------- | --- | ------------------------------------------------ | --------------------------------- | ---------------------------------------------------------------- | ---------------------------------------------------------------- |
| 4 de noviembre  | Banespa Open São Paulo, Brasil ATP Series Mundiales 225 000$ Dura                                          | Christian Miniussi 2–6, 6–3, 6–4                 | Jaime Oncins                      | Francisco Clavet Andrés Gómez                                    | Eduardo Masso Danilo Marcelino Gabriel Markus Felipe Rivera      |
| 4 de noviembre  | Banespa Open São Paulo, Brasil ATP Series Mundiales 225 000$ Dura                                          | Andrés Gómez Jaime Oncins 6–4, 6–4               | Jorge Lozano Cássio Motta         | Francisco Clavet Andrés Gómez                                    | Eduardo Masso Danilo Marcelino Gabriel Markus Felipe Rivera      |
| 4 de noviembre  | Diet Pepsi Challenge Birmingham, Reino Unido ATP Series Mundiales 450 000$ Moqueta                         | Michael Chang 6–3, 6–2                           | Guillaume Raoux                   | Richey Reneberg Thierry Champion                                 | Ronald Agénor Wayne Ferreira MaliVai Washington Tom Nijssen      |
| 4 de noviembre  | Diet Pepsi Challenge Birmingham, Reino Unido ATP Series Mundiales 450 000$ Moqueta                         | Jacco Eltingh Paul Wekesa 7–5, 7–5               | Ronnie Båthman Rikard Bergh       | Richey Reneberg Thierry Champion                                 | Ronald Agénor Wayne Ferreira MaliVai Washington Tom Nijssen      |
| 4 de noviembre  | Copa Kremlin Moscú, Rusia Series Mundiales 297 000$ Moqueta                                                | Andrei Cherkasov 7–6(7–2), 3–6, 7–6(7–5)         | Jakob Hlasek                      | Marcos Aurelio Gorriz Alexander Volkov                           | Carl-Uwe Steeb Marc Rosset Jan Siemerink Jim Grabb               |
| 4 de noviembre  | Copa Kremlin Moscú, Rusia Series Mundiales 297 000$ Moqueta                                                | Eric Jelen Carl-Uwe Steeb 6–4, 7–6               | Andrei Cherkasov Alexander Volkov | Marcos Aurelio Gorriz Alexander Volkov                           | Carl-Uwe Steeb Marc Rosset Jan Siemerink Jim Grabb               |
| 16 de noviembre | Campeonato Mundial ATP Tour individual Frankfurt, Alemania ATP Tour World Championships 2 250 000$ Moqueta | Pete Sampras 3–6, 7–6(7–5), 6–3, 6–4             | Jim Courier                       | Ivan Lendl Andre Agassi                                          | Round Robin Guy Forget Karel Nováček Boris Becker Michael Stich  |
| 16 de noviembre | Campeonato Mundial ATP Tour de dobles Johannesburg, Sudáfrica ATP Tour World Championships 1 000 000$ Dura | John Fitzgerald Anders Järryd 6–4, 6–4, 2–6, 6–4 | Ken Flach Robert Seguso           | Todd Woodbridge / Mark Woodforde Grant Connell / Glenn Michibata | Todd Woodbridge / Mark Woodforde Grant Connell / Glenn Michibata |
| 28 de noviembre | Copa Davis Final Lyon, Francia Dura                                                                        | Francia 3–1                                      | Estados Unidos                    |                                                                  |                                                                  |

### Diciembre
| Semana         | Torneo                                                       | Campeones                   | Finalistas    | Semifinalistas           | Cuartos de final                                        |
| -------------- | ------------------------------------------------------------ | --------------------------- | ------------- | ------------------------ | ------------------------------------------------------- |
| 7 de diciembre | Grand Slam Cup Múnich, Alemania Copa Grand Slam(ITF) Moqueta | David Wheaton 7–5, 6–2, 6–4 | Michael Chang | Michael Stich Ivan Lendl | Todd Woodbridge Guy Forget Jakob Hlasek Patrick McEnroe |